# Kupolen
Kupolen är ett kupolformat köpcentrum i Borlänge i Dalarna, Sverige. Köpcentret invigdes den 13 september 1990 och är Dalarnas största. Byggnaden har 12 rulltrappor, 100 butiker och restauranger och innefattar även kontor och hotell.

## Historia
Kupolen invigdes i september 1990 och var från början ett två våningar kombinerat köpcentrum och evenemangsarena med arenan på plan två. 1995 byggdes ett nytt våningsplan mellan befintligt köpcentrum och arenadelen och Kupolen rymde då dubbelt så många butiker som tidigare. Arena Kupolen på plan tre byggdes 2005 helt om till butiksyta och ytterligare 20 butiker kunde etablera sig i köpcentret.
I Arena Kupolen har det bland annat genom åren spelats Davis Cup-tennis, innebandylandskamp, arrangerats dansbandsgalor, finnkamp och SM i friidrott, konserter, biljardtävlingar, samt att TV-programmet gladiatorerna spelades in i Arena Kupolen 2000–2001. Även världens största datorfestival Dreamhack har arrangerats i Kupolen under åren 1997–2001 innan den flyttade till Elmia i Jönköping.